# باکره سوگوار

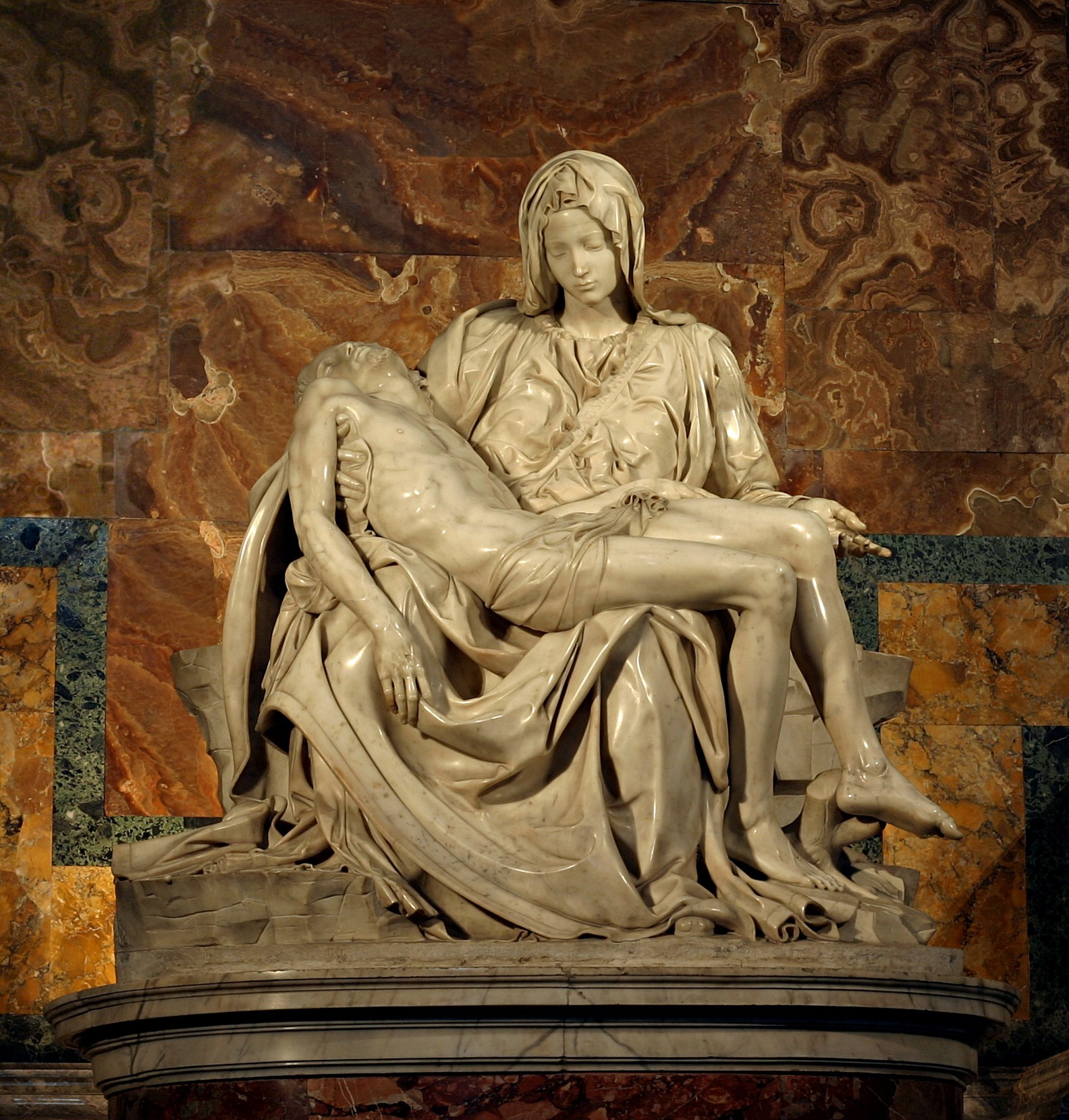
باکره سوگوار اثر میکلانژ

باکره سوگوار یا پیه‌تا (به ایتالیایی: Pietà) (تلفظ ایتالیایی:[pjeˈta]) ذهنیت پردازی جسم بدون جان عیسی در آغوش مریم است که در حال سوگواری می‌باشد. گاهی شخصیت‌های داغدار دیگری هم در این نما حاضر هستند. این مفهوم اولین بار در هنر آلمانی سده ۱۴ میلادی ظاهر شد و همچنین مضمون مریم عذرا و مسیح کودک در نگاره‌ها و تندیس‌های اواخر قرون وسطی رایج گردید. مجسمه باکره سوگوار اثر میکلانژ از مشهورترین نمونه این تجسم است. این مجسمه یکی از آثار استاد میکل‌آنژ بزرگ، یا میکل آنجلو است.

## نگارخانه

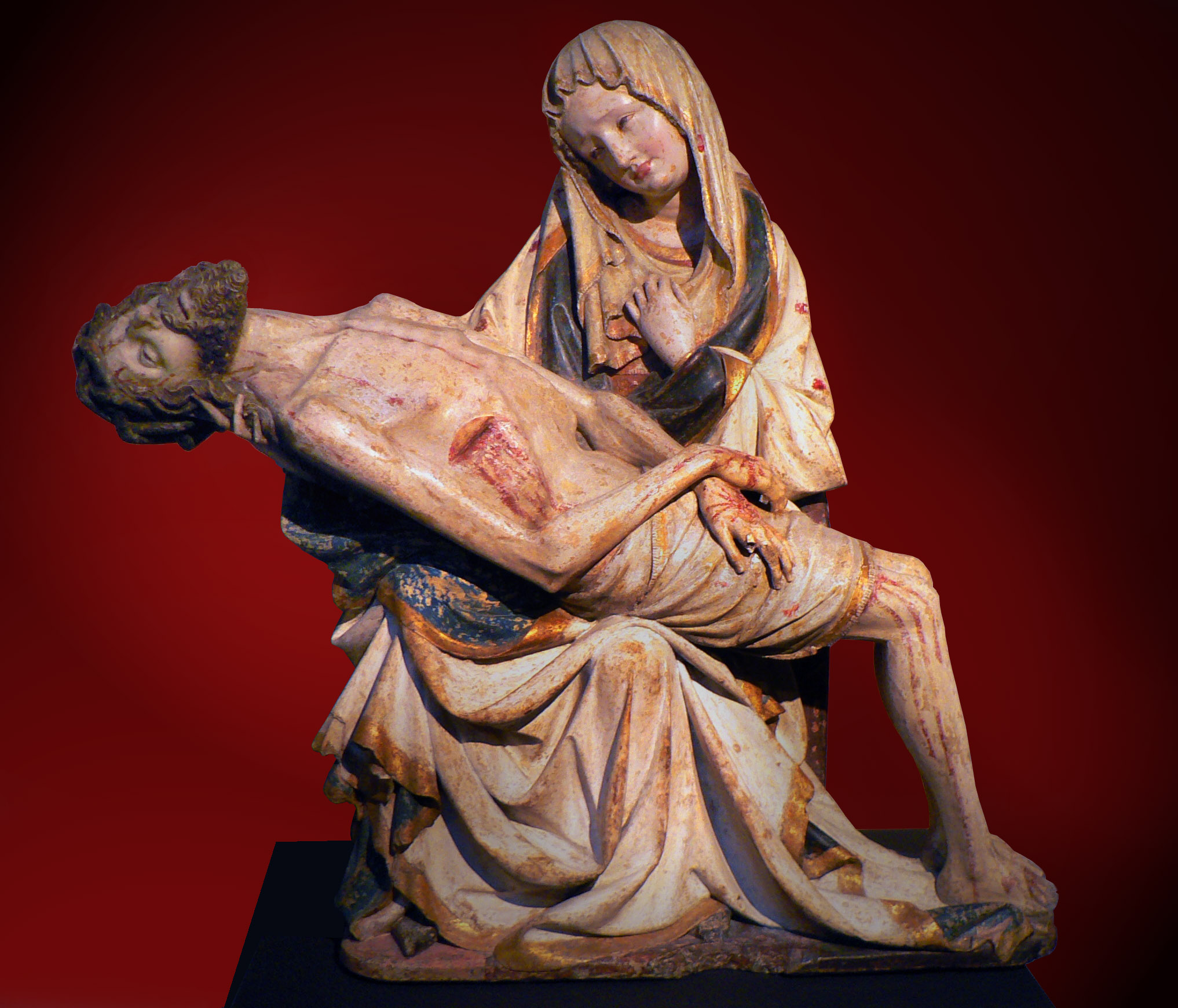
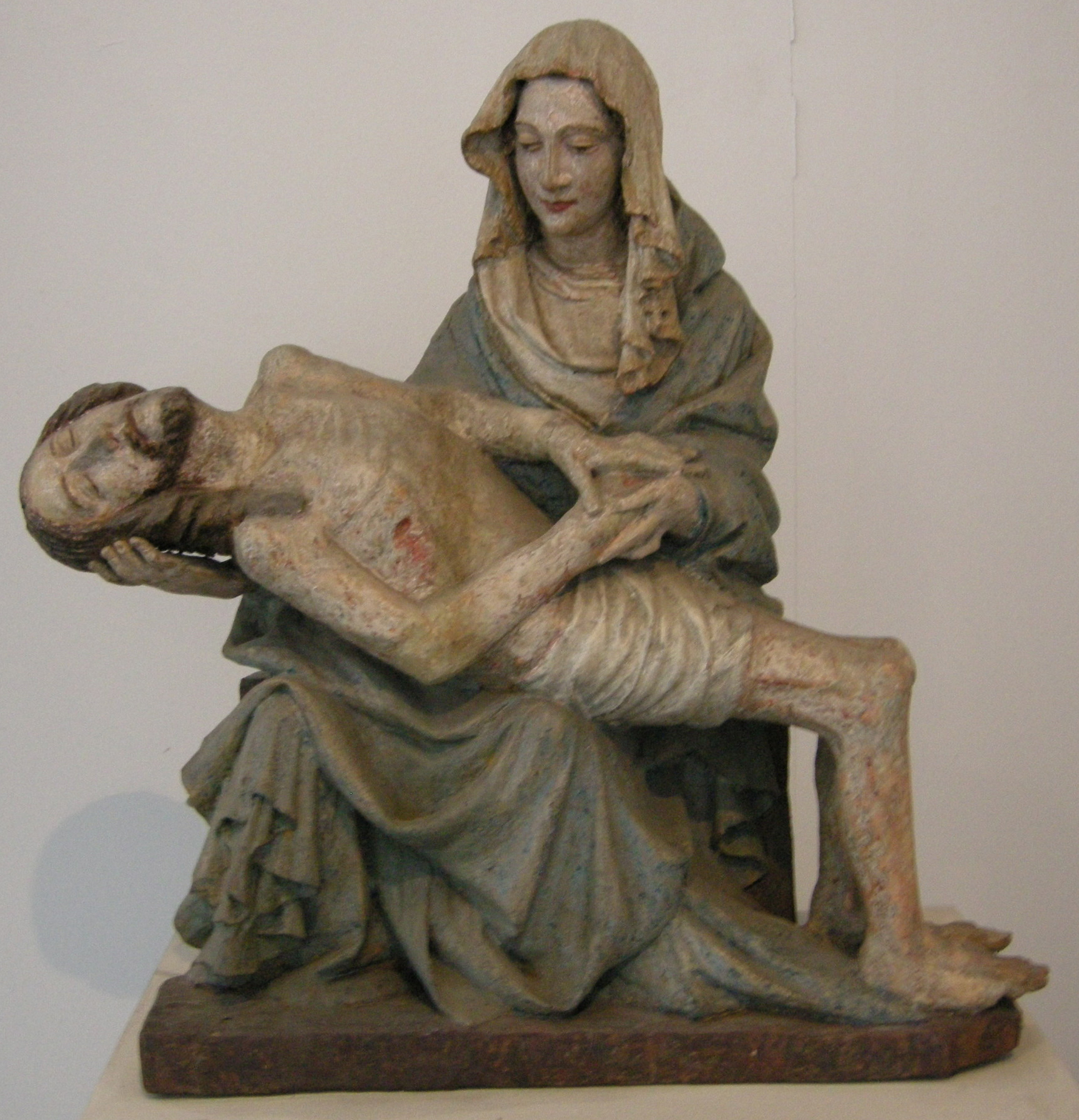
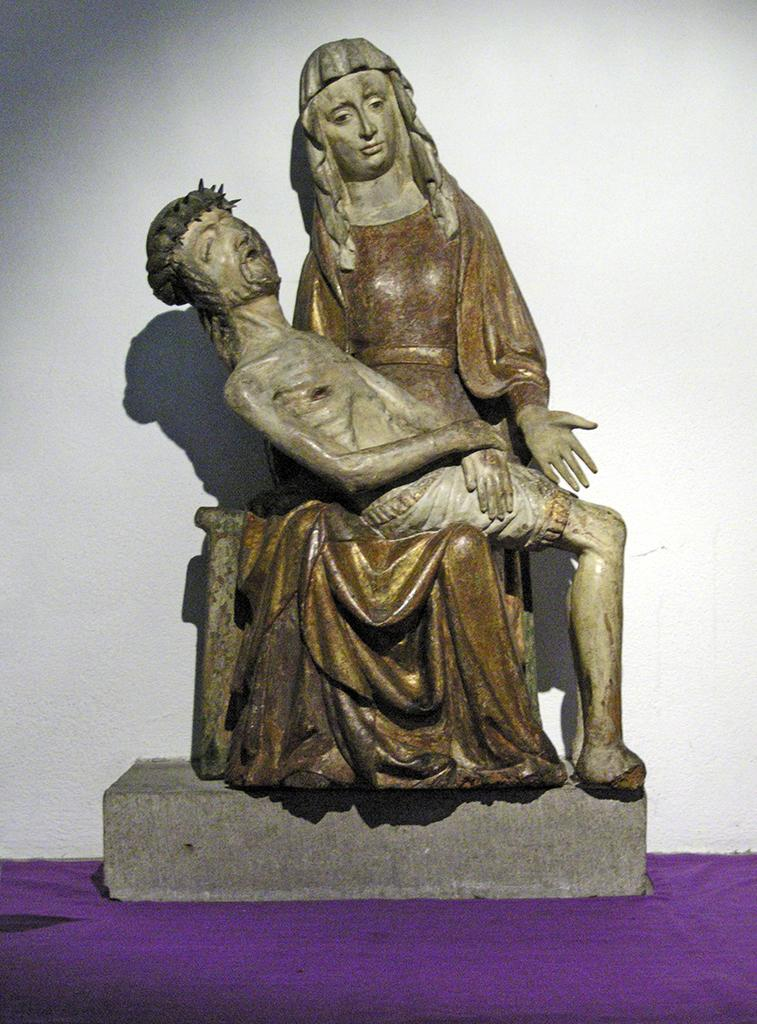
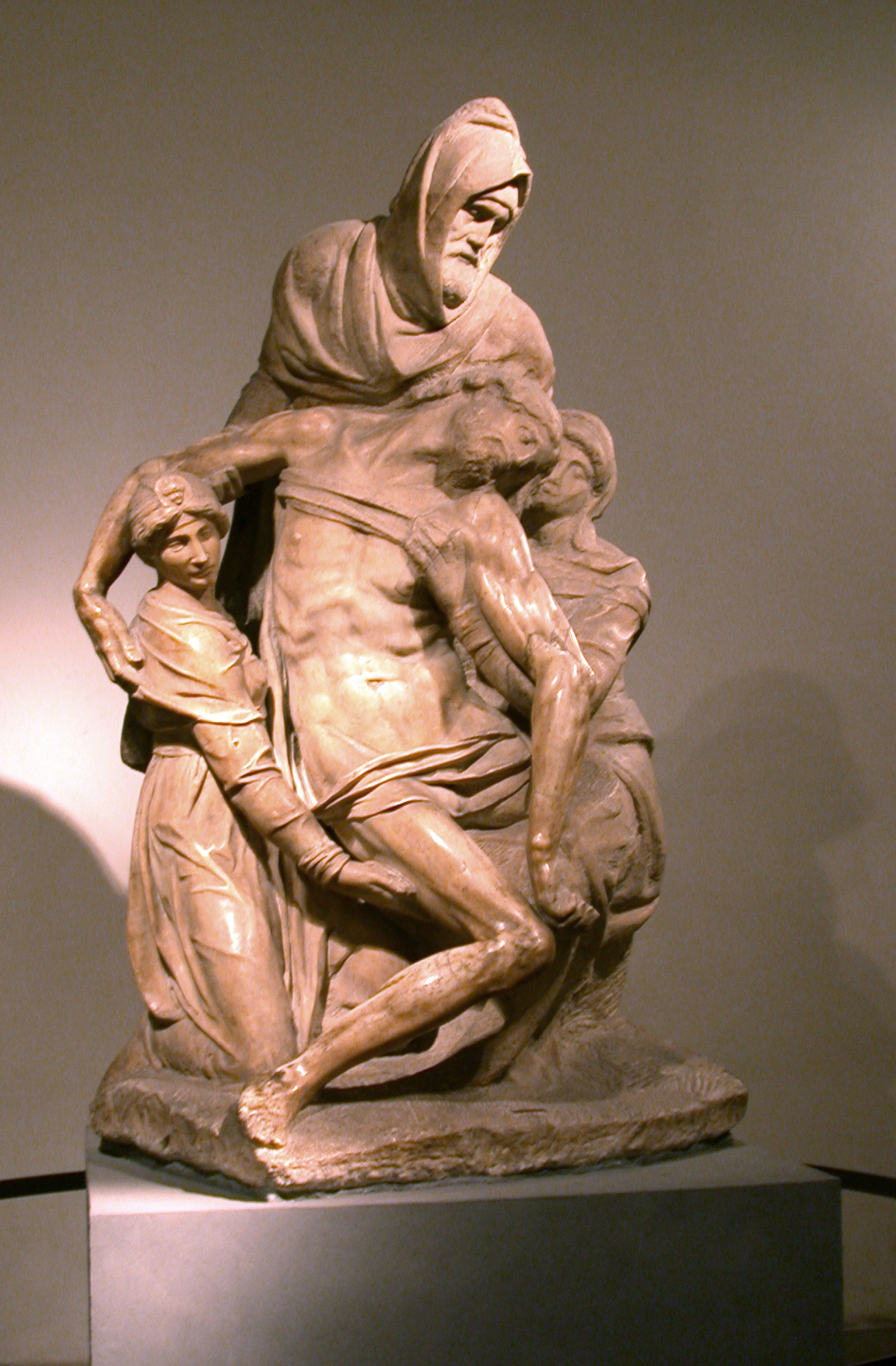
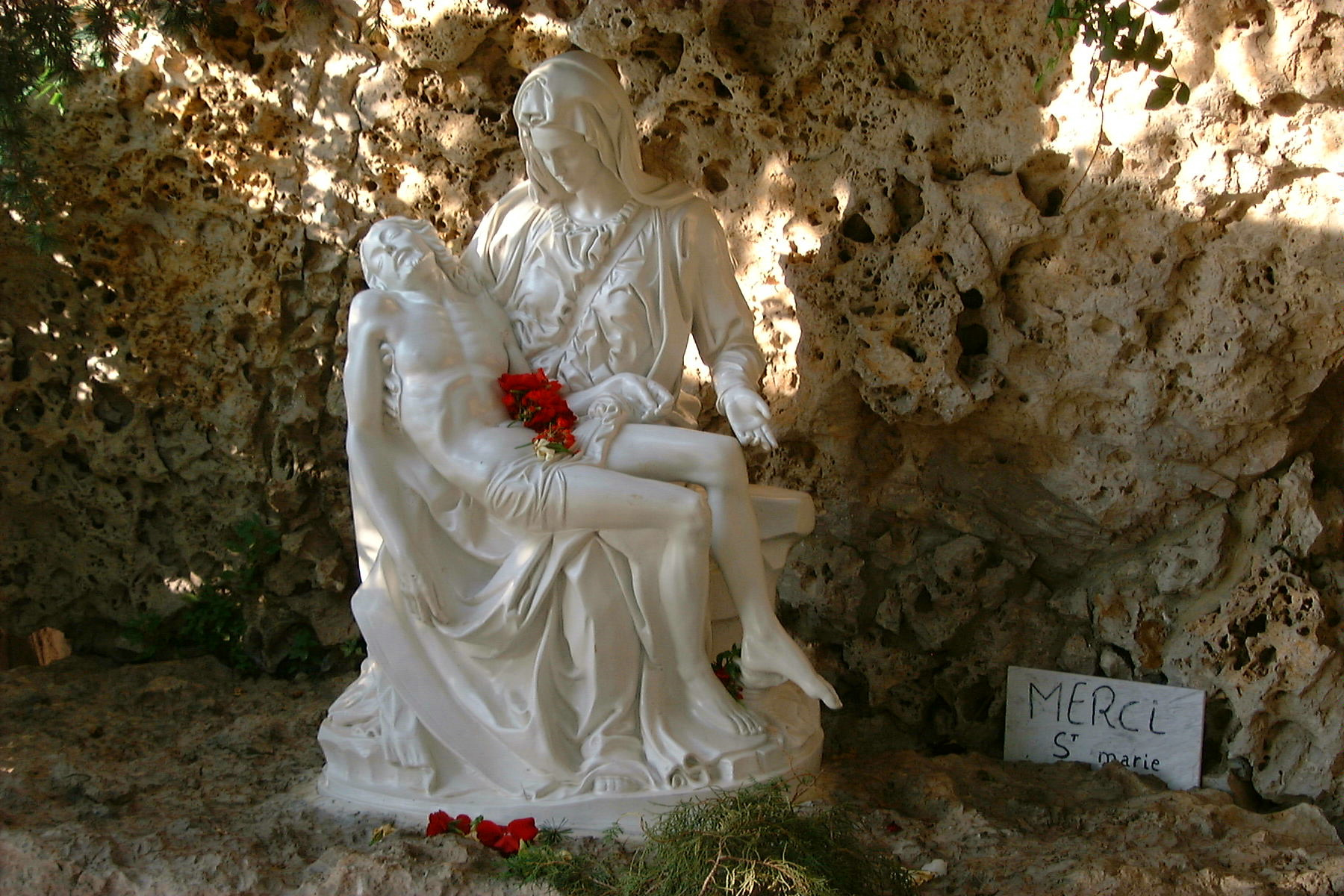
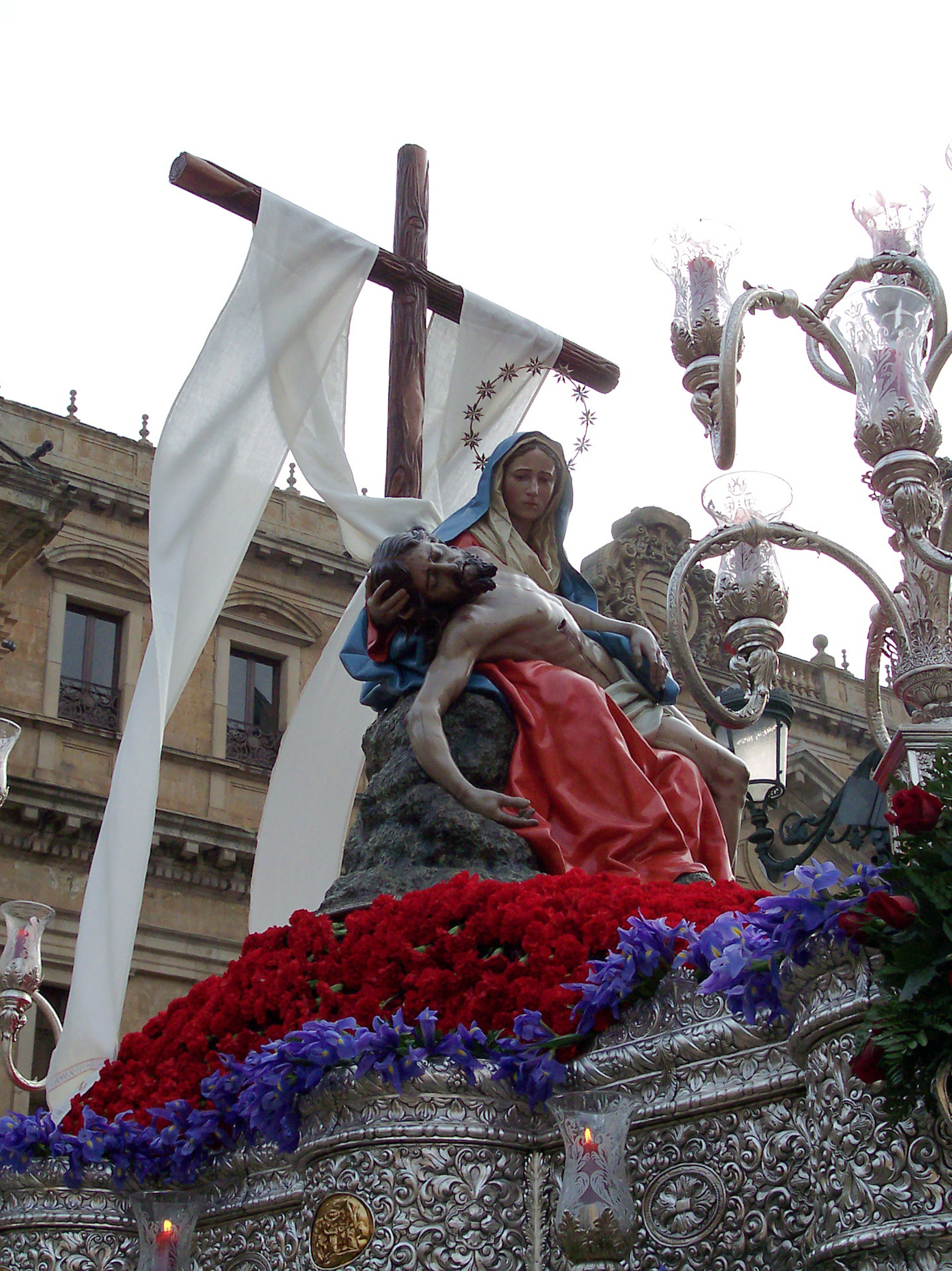
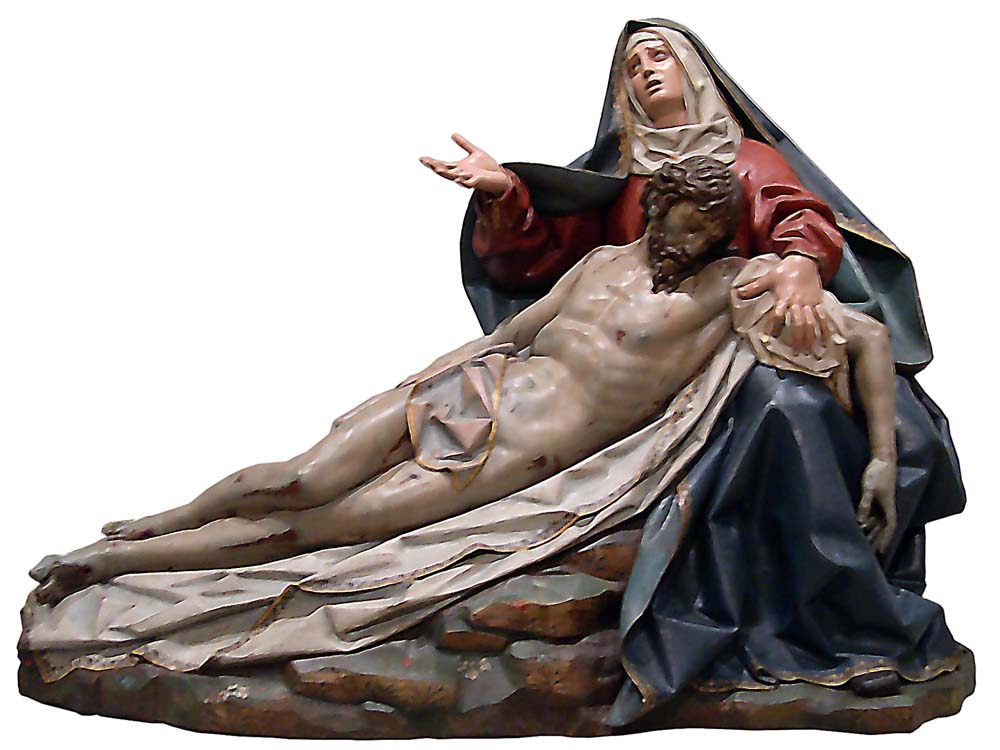
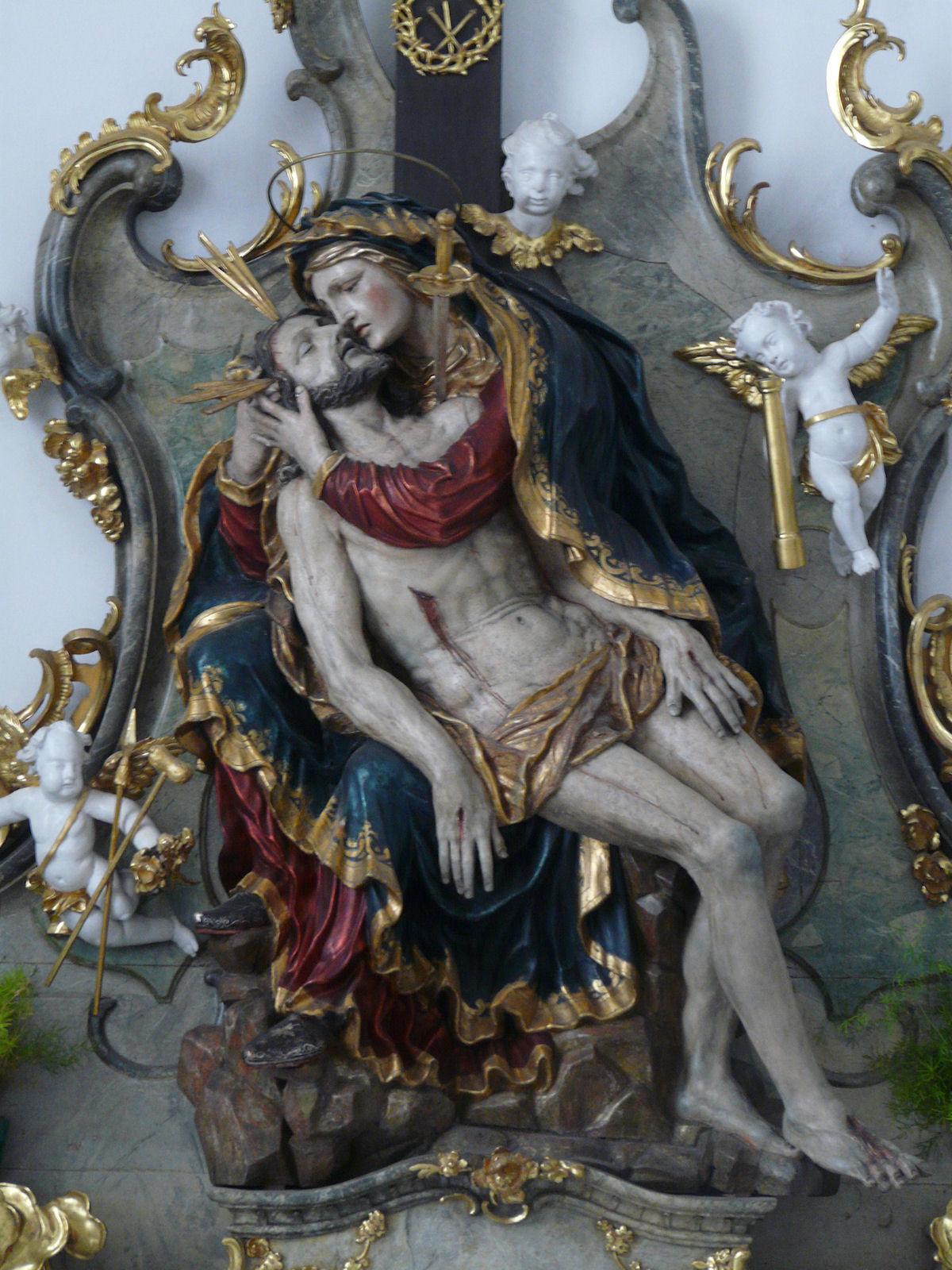
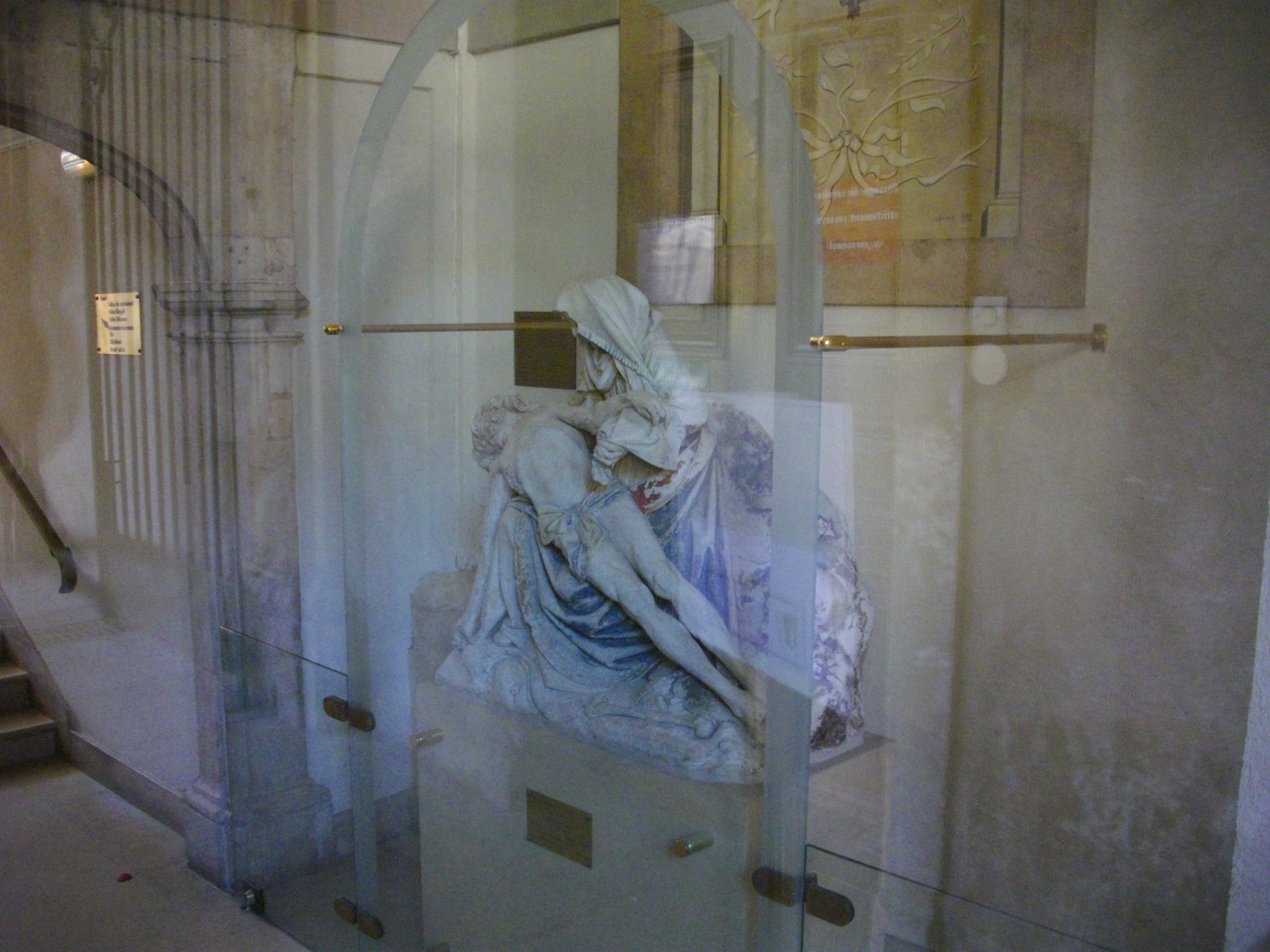